# Trịnh Quang Tùng
Trịnh Quang Tùng là nhà quay phim, đạo diễn phim tài liệu người VIệt Nam, ông hiện là Phó Tổng Giám đốc phụ trách Nghệ thuật của Hãng phim Tài liệu và Khoa học Trung ương và giảng viên thỉnh giảng tại Trường Đại học Sân khấu - Điện ảnh Hà Nội. Năm 2019, Trịnh Quang Tùng được Nhà nước Việt Nam phong danh hiệu Nghệ sĩ ưu tú.

## Tiểu sử
Trịnh Quang Tùng sinh ngày 5 tháng 9 năm 1975 tại Thanh Hóa Sau khi tốt nghiệp phổ thông, ông trúng tuyển vào hai trường Đại học Bách khoa Hà Nội và Đại học Sân khấu – Điện ảnh Hà Nội. Trịnh Quang Tùng theo học ngành kỹ thuật video và dựng phim Đại học Sân khấu – Điện ảnh Hà Nội, trong thời gian này ông theo học một lớp quay phim ngắn hạn do đạo diễn, nhà quay phim Lê Mạnh Thích đứng lớp tại Hãng phim Tài liệu và Khoa học Trung ương.

## Sự nghiệp
Năm 1997, Trịnh Quang Tùng tốt nghiệp nhưng ông chọn trở về quê nhà với ý định kiếm sống bằng nghề ghi hình đám hiếu hỉ, nhưng công việc này chưa được tịnh hành tại đại phương nên ông trở lại Hà Nội, tại Hãng phim Tài liệu và Khoa học Trung ương, ông được đạo diễn Lê Mạnh Thích giới thiệu tới làm thư ký cho đạo diễn Ngọc Quỳnh. Từ vai trò thư ký đạo diễn, ông chuyển dần sang giữ vai trò dựng phim và phụ quay cho các đạo diễn trong Hãng như Đào Trọng Khánh, Lương Đức... 
Năm 1999, Trịnh Quang Tùng thi vào chuyên ngành quay phim trường Đại học Sân khấu Điện ảnh Hà Nội, ông nhận được thông báo trúng tuyển khi tham gia quay bộ phim tài liệu Vì cuộc sống bình yên do Lương Đức đạo diễn. Trong thời gian học quay phim, ông được đạo diễn Trần Trung Nhàn đặt cho biệt danh Tùng “già”. Trịnh Quang Tùng đạt điểm tốt nghiệp tuyệt đối với bộ phim tài liệu Quán trà câm. Sau khi tốt nghiệp, ông vào biên chế Hãng phim Tài liệu và Khoa học Trung ương. Ông giành 2 giải Quay phim xuất sắc hạng mục Phim video tại hai kỳ Liên hoan phim Việt Nam liên tiếp lần thứ 15 và lần thứ 16. Năm 2005, phim khoa học Âm thanh thực do ông đạo diễn được tham dự Liên hoan phim Báo chí quốc tế tại Đức và lọt vào tốp 13 phim hay nhất, đồng thời được đề cử hạng mục Nhà làm phim độc lập quốc tế.
Trịnh Quang Tùng tiếp tục theo học đạo diễn tại trường Đại học Sân khấu Điện ảnh Hà Nội, ông tốt nghiệp năm 2011, đồng thời giành giải Đạo diễn xuất sắc hạng mục Phim khoa học tại Liên hoan phim Việt Nam lần thứ 17 diễn ra cùng năm, đồng đạo diễn cùng nhận giải với ông trong bộ phim này là đạo diễn Bùi Thị Phương Thảo.
Tính năm 2023 quay phim của 7 bộ phim truyện; 4 bộ phim tài liệu và hàng chục bộ phim khoa học.

## Giải thưởng

### Giải thưởng cá nhân
| Năm  | Giải thưởng                        | Đề cử              | Hạng mục                     | Tác phẩm                  | Đồng hạng           | Kết quả   | Chú thích |
| ---- | ---------------------------------- | ------------------ | ---------------------------- | ------------------------- | ------------------- | --------- | --------- |
| 2005 | Liên hoan phim Báo chí quốc tế     |                    | Nhà làm phim độc lập quốc tế | Âm thanh thực             |                     | Đề cử     | [ 7 ]     |
| 2007 | Liên hoan phim Việt Nam lần thứ 15 | Quay phim xuất sắc | Phim video                   | Đêm vùng biên             |                     | Đoạt giải | [ 8 ]     |
| 2009 | Liên hoan phim Việt Nam lần thứ 16 | Quay phim xuất sắc | Phim video                   | Mười ba bến nước          |                     | Đoạt giải | [ 9 ]     |
| 2011 | Liên hoan phim Việt Nam lần thứ 17 | Đạo diễn xuất sắc  | Phim khoa học                | Bướm - Côn trùng cánh vảy | Bùi Thị Phương Thảo | Đoạt giải | [ 10 ]    |
| 2011 | Liên hoan phim Việt Nam lần thứ 22 | Đạo diễn xuất sắc  | Phim khoa học                | Lũ miền núi               |                     | Đoạt giải | [ 11 ]    |
| 2019 | Giải Cánh diều 2018                | Đạo diễn xuất sắc  | Phim khoa học                | Trầm cảm sau sinh         | Đỗ Thị Huyền Trang  | Đoạt giải | [ 12 ]    |

### Tác phẩm đạt giải
| Năm  | Giải thưởng                                                                           | Hạng mục                  | Tác phẩm                                                                                | Kết quả                | Chú thích     |
| ---- | ------------------------------------------------------------------------------------- | ------------------------- | --------------------------------------------------------------------------------------- | ---------------------- | ------------- |
| 2010 | Giải Cánh diều 2009                                                                   | Phim khoa học             | Khi không thể vượt qua chính mình                                                       | Cánh diều Bạc          | [ 13 ]        |
| 2011 | Giải Cánh diều 2010                                                                   | Phim khoa học             | Bướm - Côn trùng cánh vảy                                                               | Cánh diêu Bạc          | [ 2 ]         |
| 2011 | Liên hoan phim Việt Nam lần thứ 17                                                    | Phim khoa học             | Bướm - Côn trùng cánh vảy                                                               | Bông sen Vàng          | [ 2 ]         |
| 2014 | Giải Cánh diều 2013                                                                   | Phim tài liệu điện ảnh    | Bác sĩ Trần Duy Hưng - Một người Hà Nội                                                 | Bằng khen              | [ 15 ]        |
| 2015 | Ban Tuyên giáo Trung ương                                                             | Lĩnh vực sáng tác         | Bác sĩ Trần Duy Hưng - Một người Hà Nội                                                 | Giải B                 | [ 16 ]        |
| 2018 | Giải thưởng Văn học nghệ thuật Thủ đô 2017                                            |                           | Đồng chí Nguyễn Đức Cảnh - Người cộng sản kiên trung bất khuất                          | Đoạt giải              | [ 2 ]         |
| 2018 | Báo chí quốc gia                                                                      | Phim tài liệu truyền hình | Ông đồ gàn                                                                              | Giải C                 | [ 17 ]        |
| 2017 | Giải thưởng Văn học nghệ thuật Thủ đô năm 2016                                        |                           | Lang thang như đám mây trời                                                             | Đoạt giải              | [ 18 ]        |
| 2021 | Báo chí 75 năm Quốc hội Việt Nam                                                      |                           | Bùi Bằng Đoàn - Chí sĩ đồng hành cùng lịch sử dân tộc                                   | Giải B                 | [ 1 ] [ 19 ]  |
| 2013 | Liên hoan phim Việt Nam lần thứ 18                                                    | Phim tài liệu             | Chuyện dài ở bệnh viện                                                                  | Bông sen Bạc           | [ 20 ]        |
| 2014 | Liên hoan phim Việt Nam lần thứ 19                                                    | Phim Khoa học             | Ứng dụng công nghệ ECMO tại Việt Nam                                                    | Giải của Ban giám khảo | [ 21 ] [ 22 ] |
| 2019 | Giải Cánh diều 2018                                                                   | Phim Khoa học             | Trầm cảm sau sinh                                                                       | Cánh diều vàng         | [ 23 ]        |
| 2020 | Giải Cánh diều 2019                                                                   | Phim tài liệu             | Giáo sư, Tiến sĩ Hoàng Thùy Nguyên - Nhà virus học và chế tạo vắc-xin hàng đầu Việt Nam | Cánh diều Bạc          | [ 24 ]        |
| 2020 | Cuộc vận động sáng tạo văn học, nghệ thuật kỷ niệm 1.010 năm Thăng Long - Hà Nội      | Phim tài liệu             | Đảng bộ Hà Nội 90 năm hình thành và phát triển                                          | Giải A                 | đồng tác giả  |
| 2020 | Liên hoan phim Việt Nam lần thứ 21                                                    | Phim Khoa học             | Trầm cảm sau sinh                                                                       | Giải của Ban giám khảo | [ 25 ]        |
| 2021 | Liên hoan phim Việt Nam lần thứ 22                                                    | Phim Khoa học             | Lũ miền núi                                                                             | Bông sen Bạc           | [ 11 ]        |
| 2024 | Cuộc vận động sáng tác Văn học nghệ thuật với chủ đề: Hà Nội - Đổi mới và phát triển” | Phim tài liệu             | Vì Hà Nội ngày mai                                                                      | Giải Đặc biệt          | [ 26 ]        |

## Tác phẩm

### Phim tài liệu - khoa học
| Năm  | Tác phẩm                                                                                | HÌnh thức          | Đạo diễn            | Vai trò khác | Chú thích |
| ---- | --------------------------------------------------------------------------------------- | ------------------ | ------------------- | ------------ | --------- |
| 2005 | Âm thanh thực                                                                           | Phim Khoa học      |                     |              |           |
| 2007 | Quán trà câm                                                                            | Phim Khoa học      | Có                  | Biên kịch    |           |
| 2007 | Chuyện ông Mờ                                                                           | Phim tài liệu ngắn | Lương Đình Dũng     | Quay phim    | [ 27 ]    |
| 2008 | Trầm tích                                                                               | Phim tài liệu      | Mạc Văn Chung       | Quay phim    |           |
| 2009 | Khi không thể vượt qua chính mình                                                       | Phim Khoa học      | Bùi Thị Phương Thảo | Biên kịch    |           |
| 2009 | Người thắp lửa                                                                          | Phim tài liệu      | Nguyễn Như Vũ       | Quay phim    |           |
| 2010 | Lũ miền núi                                                                             | Phim Khoa học      | Có                  |              |           |
| 2011 | Bướm - Côn trùng cánh vảy                                                               | Phim Khoa học      | Bùi Thị Phương Thảo |              |           |
| 2013 | Chuyện dài ở bệnh viện                                                                  | Phim tài liệu      | Có                  |              |           |
| 2014 | Người bản Hốc                                                                           | Phim Khoa học      | Có                  |              |           |
| 2014 | Ứng dụng công nghệ ECMO tại Việt Nam                                                    | Phim Khoa học      | Dương Ngọc Hòa      |              |           |
| 2014 | Bác sĩ Trần Duy Hưng - Một người Hà Nội                                                 | Phim tài liệu      | Có                  |              |           |
| 2016 | Lang thang như đám mây trời                                                             | Phim tài liệu      | Có                  |              |           |
| 2016 | Bùi Bằng Đoàn - Chí sĩ đồng hành cùng lịch sử dân tộc                                   | Phim tài liệu      | Có                  |              |           |
| 2018 | Trầm cảm sau sinh                                                                       | Phim Khoa học      | Đỗ Thị Huyền Trang  |              |           |
| 2019 | Ông đồ gàn                                                                              | Phim tài liệu      | Có                  |              |           |
| 2019 | Đồng chí Nguyễn Đức Cảnh - Người cộng sản kiên trung bất khuất                          | Phim tài liệu      | Vũ Thị Thu Hiền     |              |           |
| 2019 | Giáo sư, Tiến sĩ Hoàng Thùy Nguyên - Nhà virus học và chế tạo vắc-xin hàng đầu Việt Nam | Phim tài liệu      | Vũ Thị Thu Hiền     |              |           |
| 2021 | Ngày mai có nắng                                                                        | Phim tài liệu      | Đỗ Thị Huyền Trang  | Quay phim    |           |
| 2023 | Bác Hồ với điện ảnh                                                                     | Phim tài liệu      | Có                  |              |           |
|      | Phận ca trù                                                                             | Phim Khoa học      |                     |              |           |
|      | Tứ bất tử                                                                               | Phim Khoa học      |                     |              |           |

### Phim truyện
| Năm  | Tác phẩm                      | HÌnh thức  | Đạo diễn        | Chú thích |
| ---- | ----------------------------- | ---------- | --------------- | --------- |
| 2006 | Chuyện tình bên dòng Sêrepock | Phim video | Hồ Bá Thuần     |           |
| 2005 | Khi người tù trở về           | Phim video | Xuân Sơn        |           |
| 2007 | Đêm vùng biên                 | Phim video | Đặng Thái Huyền |           |
| 2009 | Mười ba bến nước              | Phim video | Đặng Thái Huyền |           |
| 2014 | Đất lành                      | Phim video | Đặng Thái Huyền |           |
| 2015 | Người trở về                  | Điện ảnh   | Đặng Thái Huyền |           |
| 2018 | Nơi ta không thuộc về         | Điện ảnh   | Đặng Thái Huyền |           |